# 日本デザイン福祉専門学校
日本デザイン福祉専門学校（にっぽんデザインふくしせんもんがっこう）は、東京都渋谷区にある私立の専門学校。設置者は学校法人国際代々木学園。

## 設置学科（2023年度現在）
- 国際コミュニケーションデザイン学科（1年制）
- 国際ビジネスコミュニケーション学科（1年制 秋期生）
- コミックmanabi学科（1年制）
- 製菓デザイン学科（2年制）
- Webマンガ・アニメ学科（2年制）
- イマジネーションデザイン学科（4年制）
- 保育こどもデザイン学科（2年制）
- ホテル観光学科（2年制 春・秋期生）

## 沿革
- 1958年（昭和33年）：日本デザインスクール創設
- 1976年（昭和51年）：日本デザイン専門学校に校名変更
- 2016年（平成28年）：日本デザイン福祉専門学校に校名変更

## 所在地
- 東京都渋谷区千駄ヶ谷5-7-3

## 関連人物
- 田中秀成（校長）

## 出身者
- 与勇輝
- 板鼻利幸
- 岩本晶
- 大井利夫
- 河正雄
- 吉田明彦
- 木村敦
- 国分二郎
- 榊ショウタ
- 関修一
- 高橋資祐
- 塚本哲
- bomi
- 布川ゆうじ
- 山田花子（漫画家）